# Mulberry (Indiana)
Mulberry è un comune degli Stati Uniti d'America, situato nello Stato dell'Indiana, nella contea di Clinton.